# Trogoderma blackburni
Trogoderma blackburni là một loài bọ cánh cứng trong họ Dermestidae. Loài này được Lea miêu tả khoa học năm 1908.